# Althofen
Alhofen osztrák város Karintia Sankt Veit an der Glan-i járásában. 2016 januárjában 4791 lakosa volt.

## Elhelyezkedése

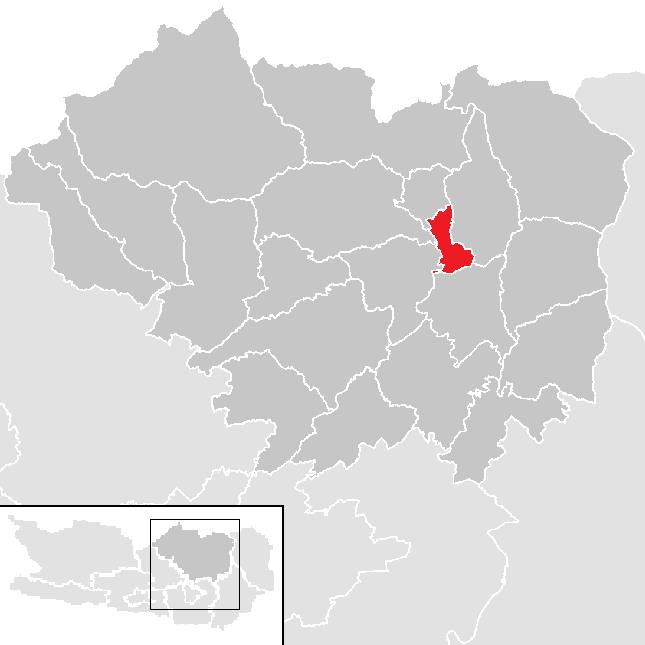
Althofen a Sankt Veit-i járásban

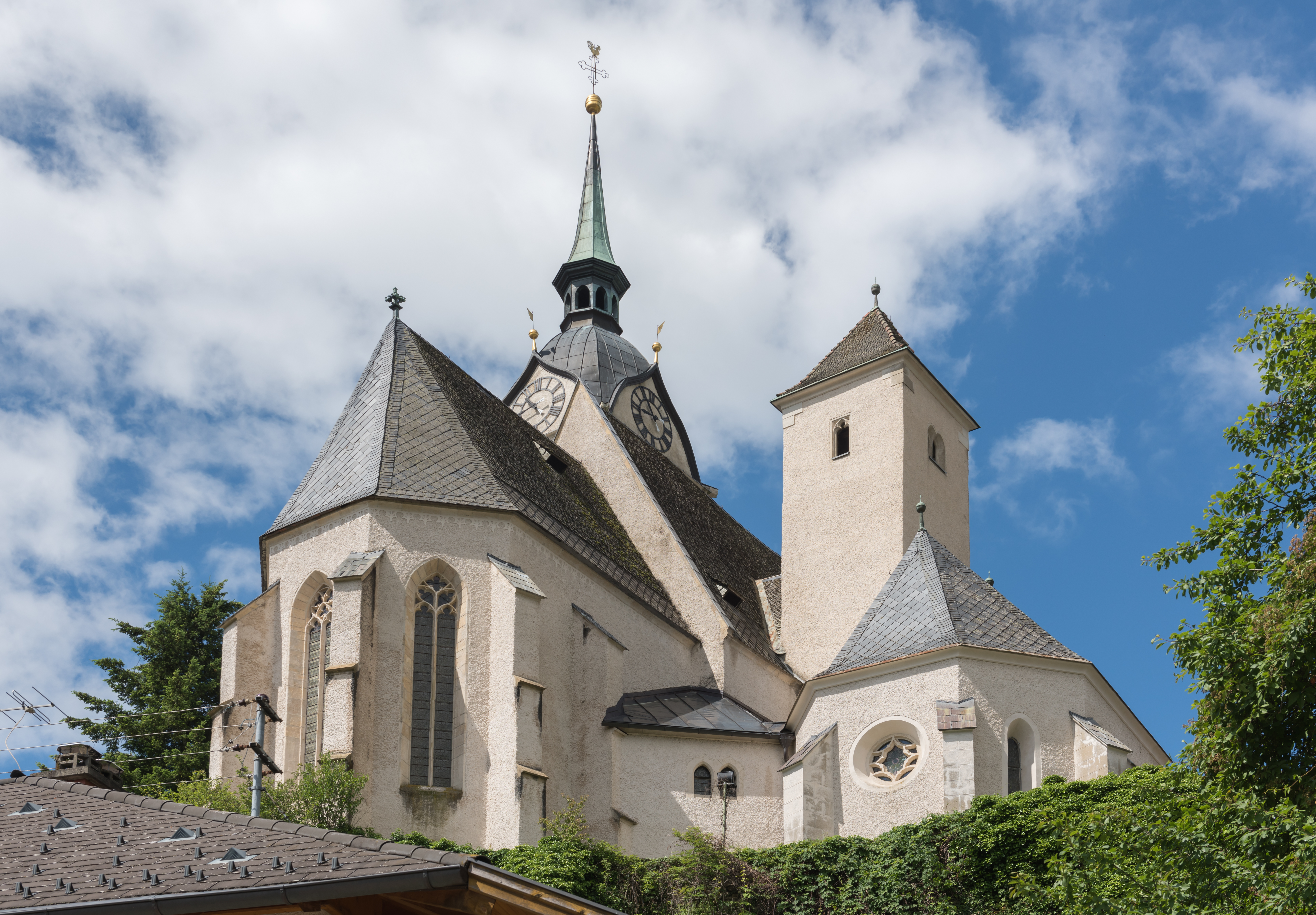
A Szt. Tamás-templom

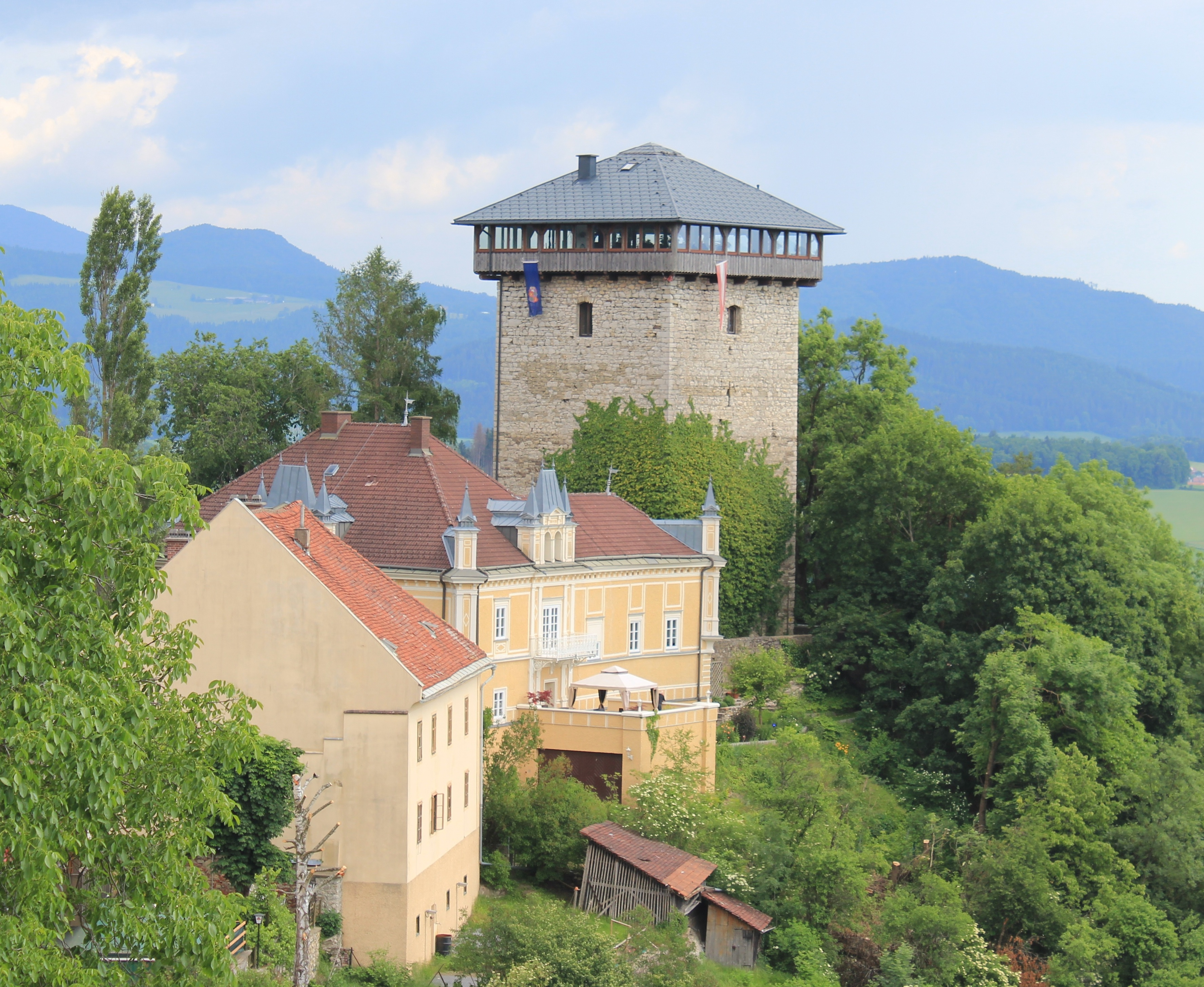
Az Anna-torony

Althofen Karintia északkeleti részén fekszik a Krappfeld (a Gurk folyó völgye) északi részén. Területén 10 kisebb-nagyobb falu és településrész található: Aich (20 lakos), Althofen (3 377), Eberdorf (31), Epritz (1), Krumfelden (2), Muraniberg (11), Rabenstein (2), Rain (2), Töscheldorf (5), Treibach (1 172).
A környező települések: északra Micheldorf, keletre Guttaring, délre Kappel am Krappfeld, délnyugatra Mölbling, nyugatra Straßburg.

## Története
A város területén i.e. 300 körül kelták éltek. 600 körül szláv karantánok telepedtek meg a régióban. A város nevét először 1041-ben említik Altanhouun formában. 1230 körül vásárjogot kapott és ekkoriban már a nagyobb karintiai kereskedőhelyek közé tartozott; elsősorban a hüttenbergi vas cserélt itt gazdát. Althofen - akárcsak a Krappfeld többi környező része - egészen 1803-ig a salzburgi érsek tulajdona volt.
A középkor végétől és az újkorban az Egger és a Dickmann-Secherau családok kezében volt a helyi vasfeldolgozás. Az Egger grófoké volt a treibachi vasmű, amelyet még a 16. század végén alapították és a napóleoni háborúk végéig működött. 1897-ben Carl Auer von Welsbach vásárolta meg az üzemet és kísérleti elektrokémiai gyárrá alakította át, amiből aztán 1907-ben a Treibacher Chemischen Werke nőtt ki (ma Treibacher Industrie AG). A gyár elsősorban a kőolajipar számára készít katalizátorokat.  
Althofen 1993-ban kapott városi státuszt.

## Lakosság
Az althofeni önkormányzat területén 2016 januárjában 4791 fő élt, ami némi növekedést jelent a 2001-es 4732 lakoshoz képest. Akkor a helybeliek 96,4%-a volt osztrák állampolgár. 84,6%-uk katolikusnak, 3,5% evangélikusnak, 1,4% mohamedánnak, 8,0% pedig felekezeten kívülinek vallotta magát. 

## Látnivalók
- a Canterburyi Szt. Tamásnak szentelt plébániatemplom a 14. század végén épült késő gótikus stílusban
- a 16. és 19. században átépített Szt. Cecília-templom. Mindkét templomnál római sírkövek is megtekinthetők.
- a Szentkereszt-kápolna a kálváriadombon
- az althofeni kastély
- pestisemlékmű és szökőkút a Salzburger Platz-on
- Auer von Welsbach-múzeum
- Töscheldorf kastélya

## Testvérvárosok
- Tamm, Németország
- Gradisca d’Isonzo, Olaszország

## Fordítás
- Ez a szócikk részben vagy egészben  az   Althofen című német Wikipédia-szócikk ezen változatának fordításán alapul.  Az eredeti cikk szerkesztőit annak laptörténete sorolja fel. Ez a jelzés csupán a megfogalmazás eredetét és a szerzői jogokat jelzi, nem szolgál a cikkben szereplő információk forrásmegjelöléseként.